# Skycap Records
Skycap Records ist ein deutsches Musiklabel mit Sitz in Münster. Das Label wurde 1999 durch Dirk Bremshey gegründet. Die Distribution erfolgt durch Rough Trade.

## Künstler
Skycap Records hat unter anderen folgende Künstler unter Vertrag:
- Mi Solar
- Nels Cline
- Thurston Moore
- Green Apple Sea
- Timo Shanko
- Transglobal Underground
- Rohan
- Fully Celebrated Orchestra
- Harpswell Sound
- Camilla Ringquist
- Babylon Circus
- Kad Achouri
- Timo Shanko
- Katharina Franck
- Di Grine Kuzine
- Irie Révoltés
- Jim Murple Memorial
- Flatlands Collective
- Seasick Steve
- Bjørn Berge
- Sally Nyolo
- Tinariwen
- Dr. Woggle & the Radio
- The Senior Allstars
- „Quartett“ Mary Halvorson
- Jessica Pavone
- Devin Hoff
- Ches Smith
- Noam Weinstein
- Phil Vetter
- Kapelle Petra
- The Levellers
- Maria Kalaniemi

Weitere Künstler sind:
- Mocha
- Berni Mayer
- Anders Parker
- Emma Russack
- Federico Ughi
- International Moods (ein Projekt von FM Einheit)
- Jack Ladder
- Mdungu
- Movits!

Neben den Einzelveröffentlichungen der Künstler und Bands veröffentlichte das Label 2007 auch den Sampler Move Against G8. Die Gewinne aus dem Verkauf des Samplers dienen der Finanzierung des „Move-against-G8“ Kulturprogramms im Rahmen des G8-Gipfels 2007 in Heiligendamm.